# Leif
Leif er et drengenavn, der har sine rødder i det oldnordiske navn Leifr, der betyder "efterkommer" eller "arving". Det findes også i varianterne Leiff, Lejf og Lejff. Navnet har tidligere været meget udbredt, og skønt det er for nedadgående er der stadig omkring 20.000 danskere, der bærer et af navnene ifølge Danmarks Statistik.

## Kendte personer med navnet
- Leif den Lykkelige, nordisk opdagelsesrejsende.
- Leif Davidsen, dansk journalist og forfatter.
- Leif Hjortshøj, dansk tv-producent.
- Leif Mikkelsen (håndbold), dansk håndboldtræner og tv-kommentator.
- Leif Mikkelsen (politiker), dansk DGI-formand og folketingspolitiker.
- Leif Mortensen, dansk cykelrytter.
- Leif Nielsen, dansk fodboldspiller.
- Leif Panduro, dansk forfatter.
- Leif Roden, dansk rockmusiker.
- Leif Sylvester Petersen, dansk multikunstner.
- Leif Printzlau, dansk fodboldspiller.
- Knud Leif Thomsen, dansk filminstruktør.

## Navnet anvendt i fiktion
- Leif i Parken er med en omskrivning af ordet "live" titlen på et album af Shu-bi-dua fra 1979.